# چووپینو
چووپینو (به لهستانی:  Czołpino) یک روستا در لهستان است که در گمینا سمووجنو واقع شده‌است.